# Néelova teplota
Néelova teplota, TN, je teplota, při které se antiferomagnetické nebo ferrimagnetické materiály stávají paramagnetickými. Teplo dodané látce musí být dostatečně velké na to, aby zničilo makroskopické magnetické uspořádání částic v materiálu.
Néelova teplota je analogií k Curieově teplotě, TC, pro feromagnetické materiály. Je pojmenována podle Louise Néela (1904–2000), který obdržel roku 1970 Nobelovu cenu za fyziku v této oblasti.
Seznam několika látek s Néelovou teplotou:
| Látka | Néelova teplota, v kelvinech |
| ----- | ---------------------------- |
| MnO   | 116                          |
| MnS   | 160                          |
| MnTe  | 307                          |
| MnF2  | 67                           |
| FeF2  | 79                           |
| FeCl2 | 24                           |
| FeI2  | 9                            |
| FeO   | 198                          |
| FeOCl | 80                           |
| CoCl2 | 25                           |
| CoI2  | 12                           |
| CoO   | 291                          |
| NiCl2 | 50                           |
| NiI2  | 75                           |
| NiO   | 525                          |
| Cr    | 308                          |